# 单松林
单松林（—1967年），男，是一位中华人民共和国的持不同政见者，在文化大革命中被当局处决。

## 经过
单松林原是上海第一制药厂的工人，因不满文化大革命，于是印制传单、发匿名信、刻制印章盖到当时中国大街随处可见的通告、毛泽东的画像上，以表达抗议。

## 被捕
1967年3月当局以「刻制反革命印章、散发反革命传单」的罪名逮捕，同年8月28日被公审、游街后被处决